# Utfallssteg
Utfallssteg är en övning som aktiverar stora och mellersta sätesmuskeln, vader och knäsenan samt quadriceps.
Övningen utförs genom att en skivstång hålls under hakan med handflatorna utåt, därefter tas ett steg med höger eller vänster ben cirka en meter framåt och kroppen sänks med rak rygg tills det främre benet är 90° böjt vid knäleden, därefter reses kroppen upp, och övningen upprepas därefter med det andra benet.
Övningen kan även utföras med två hantlar och armarna hängande utmed sidorna, detta tillämpas då personen ifråga inte har tillräcklig armstyrka för att hålla upp en skivstång med önskad vikt.